# Thursania hobsonalis
Thursania hobsonalis är en fjärilsart som beskrevs av William Schaus 1916. Thursania hobsonalis ingår i släktet Thursania och familjen nattflyn. Inga underarter finns listade i Catalogue of Life.